# Betrüger (Album)
Betrüger ist das erste Studioalbum der deutschen Band Milliarden. Es erschien 2016 auf dem Label Vertigo Berlin und wird dem Genre Punk-Rock zugerechnet.

## Musikstil
Mit Betrüger setzte die Band ihren auf der ein Jahr zuvor erschienen Debüt-Platte Kokain und Himbeereis etablierten Stil fort und entwickelte diesen weiter. Kritiker stellten wiederholt die klangliche sowie inhaltliche Nähe zu Rio Reiser und Ton Steine Scherben fest, ferner auch Parallelen zu Selig und Wanda. Stilistisch bedient sich das Werk an verschiedenen Genres, so sind Anleihen aus Rock, Punk und Pop zu hören, die den Sound der Band ausmachen.

## Entstehungsgeschichte
Nach der Debüt-EP Kokain und Himbeereis, die im Dezember 2014 veröffentlicht wurde, ist Betrüger die zweite Platte und das erste Album der Band.
Der Titel „Betrüger“ ist laut Hartmann und Aue positiv zu verstehen und bezieht sich auf die Existenz und das Leben in den eigenen Träumen, obwohl diese möglicherweise nicht die Realität darstellen: „Ich glaube, von Selbstbetrug kann sich niemand frei machen. Dieses permanente Sich-Sachen-Schönreden gehört zum Leben dazu – und ist nicht unbedingt etwas Negatives.“
Obwohl Milliarden offiziell nur aus Ben Hartmann und Johannes Aue besteht, sind auf der Platte sowie bei den meisten Live-Auftritten mit Schlagzeuger Findan Cote, Bassist Philipp Malong und Gitarrist Florian Eiles weitere Bandmitglieder zu hören. Produziert wurde das Album von Philipp Schwär in den Zwischengeschoss Studios Hamburg sowie den H.O.M.E.-Studios Hamburg.

## Titelliste
| 1. Oh Chérie – 3:37 (Musik: Ben Hartmann, Johannes Aue / Text: Ben Hartmann) 2. Im Bett verhungern – 4:15 (Musik: Ben Hartmann, Johannes Aue / Text: Ben Hartmann, Farsad Zoroofchi) 3. Milliardär – 3:14 (Musik: Ben Hartmann, Johannes Aue / Text: Ben Hartmann, Mia Aegerter) 4. Bleib hier – 3:38 (Musik: Ben Hartmann, Johannes Aue / Text: Ben Hartmann) 5. Betrüger – 2:33 (Musik: Ben Hartmann, Johannes Aue / Text: Ben Hartmann) 6. Freiheit is ne Hure – 3:40 (Musik: Ben Hartmann, Johannes Aue / Text: Ben Hartmann) 7. Marie – 2:50 (Musik: Ben Hartmann, Johannes Aue, Philipp Schwär / Text: Ben Hartmann, Philipp Schwär) 8. Katy Perry – 3:21 (Musik: Ben Hartmann, Johannes Aue / Text: Ben Hartmann, Philipp Schwär, Farsad Zoroofchi) 9. Blitzkrieg Ballkleid – 2:41 (Musik: Ben Hartmann, Johannes Aue, Philipp Schwär / Text: Ben Hartmann, Philipp Schwär, Johannes Aue, Findan Cote, Philipp Malong) 10. Friedrichsdorf – 3:46 (Musik: Ben Hartmann, Johannes Aue / Text: Ben Hartmann) 11. Zucker – 3:14 (Musik: Ben Hartmann, Johannes Aue / Text: Mia Aegerter, Ben Hartmann) 12. Die Angst – 3:39 (Musik: Ben Hartmann, Johannes Aue / Text: Ben Hartmann, Philipp Schwär, Farsad Zoroofchi) 13. Ende Neu – 3:30 (Musik: Ben Hartmann, Johannes Aue / Text: Ben Hartmann) 14. Schall und Rauch – 3:16 (Musik: Ben Hartmann, Johannes Aue / Text: Ben Hartmann) |

## Veröffentlichungen und Charterfolge
Betrüger stieg am 19. August 2016 auf Rang 25 der deutschen Albumcharts ein und konnte diese Platzierung für eine Woche halten.
Zusätzlich zu den Songs Freiheit is ne Hure und Schall und Rauch, die bereits auf der 2015er-EP Kokain und Himbeereis zu hören waren, veröffentlichte die Band zwei weitere Singles vor dem offiziellen Album-Release. Oh Chérie wurde bereits am 15. Januar 2016 veröffentlicht, das zugehörige Video zeigt eine Dreiecks-Beziehung zwischen Hartmann und Aue sowie einer von Schauspielerin Lilith Stangenberg dargestellten Frau. Regie führte Frederic Detjens, der zuvor bereits Musikvideos für Bands wie die Donots und MIA drehte und 2020 für das Video zum Song Wenn ich an dich denke erneut mit Milliarden zusammen arbeitete.

## Rezeption
Das Album erhielt vorwiegend positive Kritiken, wobei vor allem die Frage nach Authentizität sowie die Ähnlichkeit in Hartmanns Stil zu Rio Reiser polarisierte. So vergibt Sven Kabelitz von laut.de nur einen von fünf Sternen und kritisiert das Werk als „Reiser-Plagiat“ und schlechte Kopie mit „krampfhafte[r] Nähe zu Rio“, die es verpasse, „eine eigene Identität aufzubauen“.
Katharina Leuck von leise-laut.de sah sich dagegen auf „extrem gute Art und Weise“ an den 1996 verstorbenen Sänger erinnert, Heino Walter von cdstarts.de sieht das Album als „einen rotzigen Gegenentwurf zu den braveren AnnenMayKantereit, […] das die kuschelige deutschsprachige Musikszene ein wenig aufrütteln sollte“.
Melvin Klein bezeichnet das Erstlingswerk auf der Plattform Minutenmusik als „ziemlich echt, ziemlich wahr und dadurch auch tiefsinnig und traurig“, betont die Wahrhaftigkeit von Ben Hartmann und Milliarden, die „wie die letzte ehrliche Band dieses Planeten“ klinge.
Für Gérard Otremba, Rezensent beim Rolling-Stone-Magazin und Chefredakteur von Sounds & Books, ist Betrüger „eines der aufsehenerregendsten Erstlingswerke aus deutschem Lande des Jahres 2016“ und „ein Album, das die Fundamente des deutschsprachigen Rock sprengt“.
Marcel Menne von plattentests.de sieht das Album mit sechs von zehn Punkten als mittelmäßiges „Stückwerk“, auf dem sich die Künstler „ständig in Widersprüchen verstricken oder zwischen Kitsch und Macho-Gehabe hin und her pendeln“, welches allerdings auch durch „diese Offenlegung von Ecken und Kanten“ reizt.

## Sonstiges
Am 26. September 2016 spielte Milliarden die Single Freiheit is ne Hure, die schon 2014 auf Kokain und Himbeereis erstmals veröffentlicht wurde, im Rahmen der Fernsehshow Circus HalliGalli live auf ProSieben. Außerdem fungierte der Song bereits 2015 als Soundtrack für den Film Tod den Hippies!! Es lebe der Punk von Oskar Roehler.